# Carlie Cooper
Carlie Cooper es un personaje ficticio que aparece en los cómics estadounidenses publicados por Marvel Comics. El personaje aparece en los cómics centrados en Spider-Man. Fue nombrada en honor a la hija de Joe Quesada. Carlie es amiga de Peter Parker (Spider-Man), Harry Osborn, Vin Gonzales y Lily Hollister. Es uno de los primeros intereses románticos potenciales para Parker después de su larga relación con Mary Jane Watson en el arco de la historia "One More Day" y eventualmente se convierte en su novia por un tiempo.

## Historial de publicación
Carlie Cooper apareció por primera vez en The Amazing Spider-Man # 545 (diciembre de 2007) y fue creada por Dan Slott y Joe Quesada.

## Biografía ficticia

### "Brand New Day"
Carlie Cooper es la compañera de cuarto y mejor amiga de Lily Hollister; Crecieron juntos, aunque Carlie era la más brillante de las dos. Cuando era niña, también era amiga de Gwen Stacy. Es una oficial de la Unidad de Escena del Delito del Departamento de Policía de Nueva York. Hizo campaña vigorosamente por Bill Hollister, a quien considera una figura paterna. Su padre biológico, Ray Cooper, era un policía muy respetado que, según informes, murió años antes.
Mientras prepara un cadáver encontrado en el río para el médico forense, ella encuentra un rastreador de arañas en su boca, que inicia la orden de la policía para el "Spider-Tracer Killer". Más tarde, ella descubre que el "Spider-Tracer Killer" es una conspiración de un grupo de policías de Nueva York, que han colocado los marcadores en cadáveres para incriminar a Spider-Man en un intento de volver al público en su contra. Carlie informa al sargento de la comisaría, que es parte secreta de la conspiración y emite una orden de arresto por su arresto, afirmando que está ayudando e instigando al asesino. Ella va con Lily y Bill Hollister y le dice la verdad de los asesinatos de trazadores. Ella se escapa de la policía con la ayuda de Amenaza. Más tarde, Vin la encuentra y se disculpa con ella por todo lo que ha hecho.
Cuando el Doctor Octopus intenta usar su tecnología Octobot para convertir a Nueva York en su propia arma viviente, Carlie y Norah Winters investigan quién es responsable y, a lo largo de su investigación, tropiezan con la guarida del Doctor Octopus. Desconocido para ellos, el Doctor Octopus ya ha secuestrado a J. Jonah Jameson Sr., luego de enterarse de que JJJ Sr. se casará con su antiguo interés amoroso, la tía May de Peter. Spider-Man libera a los tres cautivos del Doctor Octopus con la ayuda de la Antorcha Humana (Johnny Storm). Después, Carlie asiste a la boda con Johnny Storm como su cita.
Más tarde, se acusa a Carlie de manipular la evidencia cuando varias piezas de evidencia recolectadas de tres escenas de asesinato desaparecen misteriosamente del casillero de la evidencia policial. Spider-Man más tarde descubre que la "evidencia" era en realidad piezas del Hombre de Arena, que dejaron el casillero de la evidencia por su cuenta. Carlie fue absuelta, pero todavía es despreciada por algunos compañeros oficiales.
Se descubre que el padre de Carlie no murió. Le habla a Carlie mientras ella está viendo una pelea entre Maggia y los Demonios Internos del Señor Negativo. Cuando Carlie se entera de que su padre no era el policía bueno que se creía, ella lo arrestó. Luego se corta el cabello y decide ser más asertiva en su vida.
Después de varios fallos y casi fechas, Carlie y Peter finalmente establecieron una cita real en el Coffee Bean. Harry y Mary Jane están allí y las dos chicas hablan, cuando de repente Lily se estrella contra la pared, seguida por un equipo atacante de supervillanos. MJ le pide a Carlie que ayude a Lily, que ha entrado en trabajo de parto, pero el Doctor Octopus la tiene cautiva. Spider-Man logra salvarlos y rescatar al recién nacido de Lily de los supervillanos. Más tarde, Harry y Mary Jane llevan a Lily a salvo, pero Carlie estaba demasiado enojada con Lily y, en cambio, concentra su energía en tratar de encontrar a Peter. Ella se enfrenta a Tombstone. La policía llega y Tombstone escapa pero luego se dobla para seguirla después de descubrir que Carlie conoce la identidad secreta de Amenaza. Carlie, Mary Jane y Lily son capaces de derrotar a Tombstone cuando los ataca.
Después, Peter y Carlie siguen saliendo por un tiempo, pero Peter no tiene el coraje de invitarla a salir, dejando a Carlie furiosa. Ella le da un ultimátum y después de verla en la fiesta de despedida de Harry, Peter le pide que sea su novia. Los dos se besan y comienzan a salir.

### "Big Time"
Peter y Carlie han estado saliendo por un corto tiempo. Cuando Michele Gonzales regresa a Chicago, Peter considera mudarse con Carlie, pero ella decide que es demasiado temprano en la relación. Es en este momento que Peter descubre que Carlie es una participante de roller derby, que utiliza el deporte para ayudarla a desatar cualquier ira contenida. Su nombre de roller derby es "Crusher Carlie".
Cuando Peter es llamado a una misión con la Fundación Futura, le dice a Carlie que se va a ir en un viaje de negocios para su nuevo trabajo en Horizon Labs. Carlie está muy enojada cuando descubre que no había ningún viaje. Ella se enfurece en la pista, lo que hace que sea expulsada a mitad del juego por un ataque violento contra "Iron Mavis" desde el otro lado. Al darse cuenta de su mal humor, dos de sus compañeros de equipo se ofrecen para salir con ella por una noche en la ciudad. Después de emborracharse, Carlie decide hacerse un tatuaje de la insignia del Duende Verde para molestar a Peter, sabiendo su opinión sobre Norman Osborn (ya que había asesinado a la primera novia de Peter, Gwen Stacy). Sin embargo, ella cambia de opinión y se hace un tatuaje de Spider-Man. Le preocupa que el tatuaje haga las cosas difíciles entre ella y Peter, pero él le asegura que no es así.
Durante la historia de "Return of Anti-Venom", Carlie deduce correctamente que el nuevo Wraith es su capitán de policía Yuri Watanabe usando una máscara que Mysterio creó para hacerse pasar por la difunta Jean Dewolff, ya que solo ellos y Spider-Man lo sabían. Esto se vuelve más obvio cuando visita el almacenamiento de evidencia y se entera de un incidente misterioso que supuestamente destruyó la máscara con Watanabe como el último visitante de antemano. Habiendo colocado secretamente su teléfono celular en el bolsillo de Watanabe y siguiéndola, se confirman las sospechas de Carlie. En lugar de entregar a Watanabe como hizo anteriormente con Vin y su padre, Carlie acepta mantenerlo en secreto y sugiere que Watanabe necesita mejorar en la cobertura de sus huellas por su propia seguridad.

### "Spider-Island"
Durante los eventos que llevaron a la historia de "Spider-Island", Carlie se enfrenta a Peter sobre su conexión con Spider-Man, y acepta su explicación de que diseña toda la tecnología de Spider-Man, (que era esencialmente la verdad). Más tarde gana poderes de araña debido a las chinches genéticamente modificados del Chacal, con la adición de telas orgánicas. Sin embargo, su mutación, al igual que otros millones en la ciudad de Nueva York, la convierte en un monstruoso ser de araña. Ella y el resto de la población civil finalmente se curaron cuando Spider-Man usa los octo-bots del doctor Octopus para dispersar el antídoto. Cuando ella vuelve a la normalidad, Carlie rompe con Peter después de deducir que él es Spider-Man, furioso de que le hayan mentido una vez más. Ella y Peter están en una especie de tregua, ya que necesita la ayuda de Spider-Man para investigar la muerte de un adolescente gótico que murió al caer desde una gran altura y fue declarado como un suicidio. Carlie trabaja el caso sin la aprobación de la policía, lo que la pone en desacuerdo con el Jefe Pratchett. Poco después de que se resuelva el caso, Carlie, todavía en conflicto por sus sentimientos hacia Peter, confía en la mejor amiga de Peter y en su ex Mary Jane a pesar de su enojo inicial porque MJ también conocía la identidad de Peter.

### "Superior Spider-Man"
Cerca del final de la historia de Dying Wish, Carlie Cooper atrapa al Doctor Octopus entrando en la Departamento de Policía de Nueva York para reclamar su Octobot dorado. Ella intenta detenerlo, sin saber que el doctor Octopus es realmente la mente de Peter Parker en el cuerpo de Otto. Peter / "Otto" intenta calmarla, pero ella le dispara, lo que lo hace defenderse con un tentáculo, la bala rebota en su brazo y dispara a través del hombro de Carlie, para su sorpresa. La llevan al hospital, donde se recupera.
Más tarde, Mary Jane y Carlie se sorprenden con algunas imágenes que muestran al Superior Spider-Man dándose la mano al Alcalde J. Jonah Jameson, quien vino a agradecer a Spider-Man, por detener a los Seis Siniestros. Ambos coinciden en que las cosas son raras. Carlie menciona que las cosas han sido extrañas desde que se encontró con el Doctor Octopus, pero no explica por qué. Mary Jane le confía que ella y Peter parecen estar volviendo a estar juntos, sorprendiendo a Carlie. Cuando Mary Jane le dice a Carlie que el Superior Spider-Man se rompió con ella justo cuando volvían a estar juntos, Carlie decide "volver al trabajo", queriendo saber qué le sucedió realmente a "Peter".
Está totalmente implícito que Carlie sabe quién es realmente el Superior Spider-Man, pero se lo guarda para sí misma hasta que pueda encontrar una prueba. Pronto, mientras se esconden en las sombras mientras la Capitána Wantanabe entrevista a testigos policiales de Superior Spider-Man matando a Massacre a quemarropa, parece que Carlie también confió en una misteriosa persona sobre su especulación, más tarde se reveló que esta persona era Wraith.
Carlie y Wraith, luego siguen una pista de cómo se financia el nuevo Spider-Squad, ya que no está siendo financiado por las iniciativas del alcalde Jameson. Después de investigar las cuentas bancarias en el extranjero de los súper villanos, se revela que Carlie se ha topado con la prueba de que una cuenta que pertenece al Doctor Octopus está financiando al nuevo Spider Squad. Por lo tanto, ella ha hecho la conexión de sus sospechas de que Superior Spider-Man es el Doctor Octopus en el cuerpo de Peter Parker.
Más tarde, Carlie se lamenta de que Peter sea enterrado bajo la lápida del Doctor Octopus. Ella respeta y se disculpa por no creerle y hace que el Doctor Octopus pague por lo que había hecho. La tumba se derrumba al descubrir que la tumba del doctor Octopus está vacía. Antes de continuar, Carlie es secuestrada por Amenaza y llevada a la guarida del Rey Duende. Ella agarra el diario de Carlie y se lo da al Rey Duende donde él aprende sobre el secreto del Superior Spider-Man. Con toda la evidencia de que la mente del doctor Octopus está en el cuerpo de Spider-Man, el Rey Duende todavía intenta interrogar a Carlie sobre por qué dejó la verdadera identidad de Spider-Man fuera de su diario. Él intenta sacarlo de ella, pero ella se niega a responder. El Rey Duende rocía la Fórmula Duende sobre Carlie después de que ella todavía se niega a divulgar la verdadera identidad del Superior Spider-Man, lo que la hace retorcerse de dolor. La Fórmula Duende utilizada en Carlie comienza a tener efecto y la transforma en una de ellas y el Rey Duende la apodó su "Monstruo". Cuando se le pidió que revelara la identidad de Spider-Man por parte del Rey Duende, Carlie preguntó quién era el Rey Duende a lo que respondió que él es Norman Osborn. Carlie no le creyó y le pidió que se quitara la máscara para demostrar el hecho. Sin embargo, el Rey Duende quería que Carlie probara que ella era un miembro real de la Nación Duende antes de hacerlo. Monster se une a Amenaza para atacar a los secuaces de Hobgoblin; Ringer, Steeplejack y Tumbler. Steeplejack termina disparando a Monster solo para ser brutalmente atacada por ella en respuesta, ganando su lugar en la Nación Duende después de que Caballero Duende mata a Steeplejack.
En el momento en que la Nación Duende estaba causando estragos en Manhattan, Monster ataca a Industrias Parker donde Otto la aleja de las otras personas que están dentro. Superior Spider-Man se sorprendió al descubrir que Monster es Carlie. Superior Spider-Man despliega al Cerebro Viviente para luchar contra Monster mientras él y Sajani Jaffrey huyen adentro. Él le dice a Sajani que se separe queriendo dirigir la atención de Monster hacia él. Él tiene éxito y Otto lucha contra Monster en una habitación cerrada. Aterriza una patada que rompe el auricular de Monster y ella le informa que debido a esto, el Rey Duende no podría escucharlos. Ella afirma que necesita los cerebros de Otto o Peter para arreglar esta situación y para arreglarla también antes de que pierda el control. Al decirle a Otto que se apresure, ella dice que Otto no tiene idea de lo que el Rey Duende ha planeado para él y para este mundo. Carlie también mencionó que no está segura de la afirmación del Rey Duende de ser Norman Osborn. Sajani continúa trabajando en la cura del suero Duende cuando Carlie pierde el control mientras lo espera, Wraith se libera de las garras de Cerebro Viviente y se dirige hacia donde están Sajani y Carlie. En la breve pelea, Wraith no puede ver a Carlie ya que su tecnología ha sido pirateada por el Rey Goblin para hacer que cualquier Duende sea indetectable, Sajani completa la cura mientras Wraith restringe a Carlie el tiempo suficiente para que Sajani le inyecte la cura para que vuelva a ser humana. Forma, con Carlie cayendo inconsciente después. Wraith deja a Carlie al cuidado de Sajani mientras se aleja.
Como consecuencia, ya que aún se estaba recuperando de los efectos del suero Duende, Carlie tiene una última conversación con Mary Jane en la que ha decidido irse de Nueva York desde que se dio cuenta de que siempre seguirá siendo un objetivo mientras permanezca cerca de ella. Peter Parker o Spider-Man y quiere mudarse a un lugar menos peligroso donde pueda trabajar como oficial forense de la policía sin tener que lidiar con ningún supervillano.

### "Fresh Start"
Carlie regresó a Nueva York durante el relanzamiento de "Fresh Start" de Marvel. Encuentra a Mary Jane en una cafetería y revela que hizo un trabajo de laboratorio en Nueva Orleans antes de decidir regresar a Nueva York. Al darse cuenta de que Mary Jane está saliendo con Peter una vez más, decide presentarla a un grupo de apoyo con amigos y seres queridos de superhéroes llamados "The Lookups".

## Poderes y habilidades
Carlie Cooper es una experta en medicina forense.
Como Monster, es probable que Carlie Cooper haya obtenido poderes similares al Duende Verde debido a la Fórmula Duende que circula dentro de su sistema, lo que le otorga fuerza, resistencia y velocidad sobrehumanas.

## Otras versiones

### MC2
En el Universo MC2, Peter trabaja con el departamento de policía después de retirarse como Spider-Man. Carlie es la persona que le dio a Peter la idea de trabajar con la policía.

### Spider-Island
Durante la historia de Secret Wars, una variación de Carlie Cooper reside en el dominio Battleworld de Spider-Island. Carlie fue mutada en un monstruo araña junto a Mary Jane, Betty Brant y Sharon Carter por la Reina Araña y fue utilizada como cebo por los héroes. Spider-Man, Agente Venom y Iron Goblin usan la Fórmula Lagarto de Curt Connors para mutar a las damas en lagartijas, pero liberan sus mentes del control de la Reina Araña. Más tarde, Carlie se unió a Reistance para atacar la guarida de la Reina Araña.

## En otros medios
- Carlie Cooper aparece como un personaje no jugable en Spider-Man Unlimited, con la voz de Tara Platt. Otra versión basada en su contraparte de Spider-Island es jugable.